# Lambula agraphia
Lambula agraphia là một loài bướm đêm thuộc phân họ Arctiinae, họ Erebidae.